# Har Karmila
Har Karmila (hebrejsky: הר כרמילה) je hora o nadmořské výšce 599 (uváděno i 600) metrů v centrálním Izraeli, v pohoří Judské hory.
Nachází se cca 18 kilometrů západně od centra Jeruzaléma, cca 6 kilometrů severovýchodně od města Bejt Šemeš a cca 1 kilometr jižně od vesnice Bejt Me'ir. Má podobu zalesněného plochého návrší, jehož svahy spadají na téměř všech stranách prudce do údolí okolo protékajících vádí. Na východě a jihu je to vádí Nachal Ksalon, na západě jeho boční přítok Nachal Karmila. Pouze na severu terén volně přechází do blízkosti vesnice Bejt Me'ir. Vede tudy turistická Izraelská stezka.